# Pic d'Agüioles
El Pic d'Agüioles és una muntanya de 2.105 metres que es troba al municipi de Lladorre, a la comarca del Pallars Sobirà.